# Јаејама језик
Јаејама језик (ISO 639-3: rys; yayeyama) језик јапанске породице језика којим говори неутврђен број људи (углавном одраслих) од нешто мање од 50.000 етничких (тачно 47.636, 2000 WCD) у јужној Окинави на острвима Ишигаки, Ириомоте, Хатома, Кохама, Такетоми, Курошима, Хатерума, Арегусуку, Јапан.
Класификује се рјукјуанској групи језика, подскупини сакишима. Има бројне дијалекте који носе називе према локалитетима (острвима), то су ишигаки, кабира, ширахо, такетоми, кохама, хатома, сонаи, курошима и хатерума.  У употреби је и јапански језик.